# Liste vom Aussterben bedrohter Arten im Mittel- und Schwarzen Meer
In der Liste vom Aussterben bedrohter Arten im Mittel- und Schwarzem Meer (FAO-Fanggebiet 37) sollen die von der IUCN in der Roten Liste gefährdeter Arten als „vom Aussterben bedroht“ (Critically Endangered) eingestuften Tier- und Pflanzenarten dargestellt werden. Quelle ist die Rote Liste gefährdeter Arten der IUCN mit Stand vom 22. Dezember 2021.
| Artname                                                                      | Lateinischer Name         | Bild |
| ---------------------------------------------------------------------------- | ------------------------- | ---- |
| Russischer Stör, Ossietra-Stör, Waxdick                                      | Acipenser gueldenstaedtii |      |
| Glattdick, Dick-Stör, Glatt-Stör                                             | Acipenser nudiventris     |      |
| Sternhausen, Scherg                                                          | Acipenser stellatus       |      |
| Gestreifter Adlerrochen                                                      | Aetomylaeus bovinus       |      |
| Europäischer Aal                                                             | Anguilla anguilla         |      |
| Sandtigerhai, Sandtiger, Grauer Sandhai, Schnauzenhai                        | Carcharias taurus         |      |
| Glattrochen                                                                  | Dipturus batis            |      |
| Echte Karettschildkröte                                                      | Eretmochelys imbricata    |      |
| Hundshai                                                                     | Galeorhinus galeus        |      |
| Rochen                                                                       | Glaucostegus cemiculus    |      |
| Malteser Rochen                                                              | Leucoraja melitensis      |      |
| Gewöhnlicher Adlerrochen                                                     | Myliobatis aquila         |      |
| Edle Steckmuschel, Große Steckmuschel                                        | Pinna nobilis             |      |
| Gemeiner Geigenrochen, Gewöhnlicher Geigenrochen, Gewöhnlicher Gitarrenfisch | Rhinobatos rhinobatos     |      |
| Kuhnasenrochen                                                               | Rhinoptera marginata      |      |
| Großer Hammerhai                                                             | Sphyrna mokarran          |      |
| Sägerücken-Engelhai                                                          | Squatina aculeata         |      |
| Glatter Engelhai                                                             | Squatina oculata          |      |
| Meerengel, Gemeiner Engelhai                                                 | Squatina squatina         |      |